# Ce qui arrive à un petit malin de peintre
Ce qui arrive à un petit malin de peintre, coneguda en anglès com A Tricky Painter's Fate o A Railway Passenger's Ruse és un curtmetratge mut francès del 1908 dirigit per Georges Méliès. La pel·lícula presenta l'actor Gallois com un dels passatgers del tren. Una guia analítica de les pel·lícules de Méliès, publicada pel Centre National de la Cinématographie, conclou a partir de l'estil de la pel·lícula que no va ser dirigida pel mateix Méliès sinó pel seu assistent, un actor conegut com Manuel.
TVa ser venut per la Star Film Company de Méliès i està numerat del 1266 al 1268 als seus catàlegs; el títol A Tricky Painter's Fate fou usat pel mercat estatunidenc, i A Railway Passenger's Ruse per al britànic. No se sap que la pel·lícula s'hagués venut en aquell moment a la França natal de Méliès. La pel·lícula havia arribat tan lluny com Nova Zelanda el desembre de 1908, quan es diu que es va jugar a un programa de "novetats" a l'Ajuntament de Wellington.
L'estudiosa de cinema Lucy Fischer, en un estudi de l'art de René Magritte, crida l'atenció sobre la forma en què Ce qui arrive à un petit malin de peintre planteja "qüestions d'il·lusionisme i la confusió dels personatges reals i de ficció" i els espais" d'una manera que recorda, i pot haver influït Magritte. Se sap que el pintor va ser un devot de l'obra de Méliès.